# Potijze Chateau Wood Cemetery
Potijze Chateau Wood Cemetery is een Britse militaire begraafplaats met gesneuvelden uit de Eerste Wereldoorlog, gelegen in de Belgische stad Ieper, 2.150 m ten noordoosten van de Grote Markt, in het gehucht Potyze. De begraafplaats werd ontworpen door Reginald Blomfield en wordt onderhouden door de Commonwealth War Graves Commission. Het trapeziumvormig terrein heeft een oppervlakte van 796 m² en is omgeven door een bakstenen muur. Het Cross of Sacrifice staat achteraan aan de kortste zijde. Deze begraafplaats kan men bereiken langs een pad van 250 m dat verscholen ligt tussen de huizen langs de straat. Dit pad loopt tussen twee andere begraafplaatsen door, nl: Potijze Chateau Grounds Cemetery en Potijze Chateau Lawn Cemetery. Er liggen 157 slachtoffers begraven.

## Geschiedenis
De begraafplaats is aangelegd op het vroegere bosrijke kasteeldomein die de Britten White Chateau noemden. Dit domein was bijna de ganse oorlog in Britse handen. In het kasteel was een Advanced Dressing Station (dit is een vooruitgeschoven medische post) ingericht en later, gedurende de Tweede Slag om Ieper (voorjaar 1915) was er ook het hoofdkwartier van de 27th Division gevestigd. Na het Duitse lenteoffensief van 1918 was het kasteel totaal vernietigd ten gevolge van zware beschietingen. Deze begraafplaats werd door de Field Ambulances gebruikt van april 1915 tot juni 1917. In 1918 werden nog drie bijzettingen uitgevoerd.
Er liggen 151 Britten (waarvan 6 niet geïdentificeerd konden worden) en 6 Canadezen begraven.
De begraafplaats werd in 2009 als monument beschermd.

## Graven
- W. Shields, soldaat bij de Royal Inniskilling Fusiliers werd onderscheiden met de Military Medal (MM).
- soldaat H. Drage diende onder het alias H. Dyson bij de King's Own Scottish Borderers.

## Trivia
- De Britse officier en schrijver Edmund Blunden was hier in 1917 gestationeerd. In zijn boek "Undertones of War" (in het Nederlands uitgeven onder de titel: Oorlogsgedruis)[2] beschrijft hij op treffende wijze de vernieling van het kasteel en de oorlogsomstandigheden in dit gebied.